# Teratorhabditis
Teratorhabditis är ett släkte av rundmaskar. Teratorhabditis ingår i familjen Rhabditidae.
Kladogram enligt Catalogue of Life:
| Teratorhabditis | \| \| Teratorhabditis boettgeri \| \| \| \| \| \| Teratorhabditis coroniger \| \| \| \| \| \| Teratorhabditis dentifera \| \| \| \| |
|                 | \| \| Teratorhabditis boettgeri \| \| \| \| \| \| Teratorhabditis coroniger \| \| \| \| \| \| Teratorhabditis dentifera \| \| \| \| |
|                 | Bursilla |
|                 | |
|                 | Caenorhabditis |
|                 | |
|                 | Coarctadera |
|                 | |
|                 | Crustorhabditis |
|                 | |
|                 | Cuticularia |
|                 | |
|                 | Diploscapter |
|                 | |
|                 | Macramphis |
|                 | |
|                 | Mesorhabditis |
|                 | |
|                 | Neorhabditus |
|                 | |
|                 | Parasitorhabditis |
|                 | |
|                 | Parasitorhabditus |
|                 | |
|                 | Pelodera |
|                 | |
|                 | Phasmarhabditis |
|                 | |
|                 | Poikilolaimus |
|                 | |
|                 | Protorhabditis |
|                 | |
|                 | Rhabditis |
|                 | |
|                 | Rhabditoides |
|                 | |
|                 | Rhabditophanes |
|                 | |
|                 | Rhitis |
|                 | |
|                 | Teratorhabditis boettgeri |
|                 | |
|                 | Teratorhabditis coroniger |
|                 | |
|                 | Teratorhabditis dentifera |
|                 | |

|  | Teratorhabditis boettgeri |
|  |                           |
|  | Teratorhabditis coroniger |
|  |                           |
|  | Teratorhabditis dentifera |
|  |                           |